# مايك ناسو
مايك ناسو (那須 麻衣子) (31 يوليو 1984 في ناباري في اليابان – )؛ هي لاعبة كرة قدم كانت تلعب كلاعب وسط. ولعبت مع منتخب اليابان لكرة القدم للسيدات.

## وصلات خارجية
- مايك ناسو على موقع الاتحاد الدولي (مؤرشف)  (الإنجليزية)
- مايك ناسو على موقع عالم كرة القدم.نت (الإنجليزية)